# Belís
Belís (en francès Bélis) és un municipi francès situat al departament de les Landes i a la regió de la Nova Aquitània.

## Demografia
| 1962                                       | 1968 | 1975 | 1982 | 1990 | 1999 | 2007 |
| ------------------------------------------ | ---- | ---- | ---- | ---- | ---- | ---- |
| 182                                        | 227  | 170  | 150  | 128  | 137  | 139  |
| Des de 1962: població sense dobles comptes |      |      |      |      |      |      |

## Administració
| Període   | Identitat       | Partit |
| --------- | --------------- | ------ |
| 2001-2008 | Jacques Descacq |        |
| 2008-     | Michel Poulain  |        |